# 大石岭乡
大石岭乡，是中华人民共和国河北省秦皇岛市青龙满族自治县下辖的一个乡镇级行政单位。

## 行政区划
大石岭乡下辖以下地区：
大石岭村、红旗杆村、山南村、西石岭村、榆树沟村、柳树漫村、岭东村、岭西村、写字洞村和老岭湾村。